# إضرار (قانون عام)
الإضرار يعد مصطلح قانوني، وطبقًا للقانون العام، يصف فعل إجرامي يرتكبه أشخاص مفرطون في السلطة، يكون ذلك عبر التحريض، أو التشجيع على المنازعة القضائية التي لا أساس لها، أو الذين يقومون بأفعال المنازعة القضائية بشكل متكرر أو مستمر لأسباب الربح أو المضايقة.
على الرغم من أنها لا تزال جريمة في بعض أقسام الولايات القضائية النموذجية، الا انه تم إلغاء قانون الإضرار في كثير من الأحيان لكونه قانونًا قد عفا عنه الزمن.
في حال تم اعتبار التنازع القضائي بغرض إسكات النقاد، فإنه يُعرف باسم الدعوى القضائية الإستراتيجية ضد المشاركة العامة (SLAPP). السلطات القضائية التي لا تملك قوانين اضرارية قد يكون لديها قوانين SLAPP.

## الإضرار حسب الدول

### أستراليا
في أستراليا، يُستخدم مصطلح الإضرار في الغالب بالمعنى الأول للمُتقاضي الواهي أو المُضايق. قد تم إهمال هذا المفهوم في أستراليا.

#### نيوساوث ويلز
أُلغيت جريمة كونك مُتقاضٍ عام في نيوساوث ويلز بموجب المادة الرابعة أ من قانون الإعالة والبطولة لإلغاء قانون الإضرار لعام ١٩٩٣.

#### ڤيكتوريا
أُلغيت جريمة كونك مُتقاضٍ عام في ڤيكتوريا بموجب المادة الثانية من قانون إلغاء الجرائم القديمة لعام ١٩٦٩.

### كندا
في كندا، أُلغي قانون الإضرار، إلى جانب جميع جرائم القانون العام بإستثناء إعاقة سير المحكمة، من خلال توحيد القانون الجنائي لعام ١٩٥٣.

### المملكة المتحدة

#### إنجلترا وويلز
في إنجلترا وويلز، تم إلغاء جريمة القانون العام الممتثلة في كونك مُتقاضٍ عام بموجب المادة الثالثة عشر (١) (أ) من القانون الجنائي لعام ١٩٦٧.

## التاريخ
بإعتبار أن المُتقاضي العام جريمة بموجب القانون العام في إنجلترا. تم تصنيفها على أنها جُنحة. تألفت من «إثارة النِزاعات بإستمرار سواءً في المحاكم أو خارجها». انه لمن غير المؤكد ما إن قد تم التعامل مع المتهمون بإرتكاب الجريمة بالطريقةِ العادية، أي بموجب لائحة اتهام.
كانت هناك حالتان مشابهة تم محاكمتهما في أولد بايلي، الأولى في عام ١٧٣٥ والأخرى في عام ١٧٤١. ولم يتم إثبات التهمة في كلتا القضيتين.
في عام ١٩٦٦، أوصت اللجنة القانونية بإلغاء الجريمة. وقيل بأنه لم يكن هناك لوائح اتهامٍ لهذه الجريمة لـ «سنواتٍ عديدة»، وبإعتبارها جُنحة مستحقة للاتهام، فقد «عفا عنها الزمن». تم تنفيذ التوصية من قِبل القانون الجنائي عام ١٩٦٧.

### إسكتلندا
اشار الإضرار في القانون الإسكتلندي إلى الجريمةِ التي يرتكبها القاضي الذي تم تحريضه برشوة لإصدار الحكم.

### الولايات المتحدة الأمريكية
أعلنت العديد من الولايات القضائية في الولايات المتحدة أن الإضرار (بمعنى المُتقاضي الواهي أو المُضايق) بأنها جريمة كجزءٍ من جهود اصلاح الضرر. على سبيل المثال، يعد الإضرار في الولايات المتحدة مثل كاليفورنيا، أوكلاهوما، بنسلڤانيا، ڤيرجينيا، وواشنطن كجُنحة. في تكساس، يعد الإضرار جُنحة في الإدانة الأولى، ولكنه جناية في الإدانات اللاحقة.
- القسم ١٥٨ من قانون العقوبات في ولاية كاليفورنيا: «الإضرار العام يعد ممارسة إجراءات قضائية مثيرة لا أساس لها، ويُعاقب عليها بالسجن في سجن المقاطعة لمدةٍ لا تزيد عن ستة أشهر وبغرامة لا تتجاوز ألف دولار (١، ٠٠٠ دولار).»
- القسم ١٥٩ من قانون العقوبات في ولاية كاليفورنيا: «لا يُمكن إدانة أي شخص بجريمة الإضرار العام إلا بناءً على إثبات بأنه قد اثار دعاوى أو إجراءات قانونية في ثلاث حالاتٍ على الأقل، وبقصدٍ فاسد أو خبيث لإثارة الفتنة والإزعاج.»
- القانون المعدل لواشنطن ٩.١٢.٠١٠: "كل شخص يقدم شخصًا آخر بالنيابة عنه، أو يحض، أو يشجع شخصًا لإحضار أي دعوى قانونية كاذبة، أو الإنصاف المجرد في أي محكمة في هذه الولاية، بقصد إزعاج أو مضايقة المدعى عليه في الدعوى، أو الذي يقدم أو يرسل أي ورقة أو وثيقة زعمًا بأنها عملية قضائية أو تشابهها. مُذنب بإرتكاب جُنحة؛ وفي حال كان المرتكب محاميًا، فيجوز بالإضافةِ إلى ذلك حرمانه من ممارسة القانون في هذه الولاية.[3]"
- تم نقض قانون ڤيرجينيا حول الإضرار، البطولة، والإعالة من قِبل المحكمة العليا للولايات المتحدة في قضية الجمعية الوطنية للنهوض بالملونين ضد Button ٣٧١ الولايات المتحدة. ٤١٥ (١٩٦٣).
- لوائح ڤيرمونت فصل ١٣، § ٧٠١: «يجب تغريم من هو متقاضٍ عام بما لا يزيد عن ٥٠ دولار أمريكي ويصبح ملزمًا بضمان كافٍ لسلوكه الجيد لمدةٍ لا تقل عن عامٍ واحد.»

## أخرى
في قصيدته بعنوان «الجحيم»، المقطع الحادي عشر، يضع المُتقاضين في الدائرة الثامنة، الحشد الخامس في الجحيم.